# (3545) Gaffey
(3545) Gaffey (1981 WK2) – planetoida z pasa głównego asteroid okrążająca Słońce w ciągu 4,87 lat w średniej odległości 2,87 j.a. Odkrył ją Edward Bowell 20 listopada 1981 roku.